# Methanobrevibacter woesei
Methanobrevibacter woesei es una especie de arquea metanógena, nombrada en honor a Carl R. Woese.

## Descripción
Es un cocobacilo gram-positivo con extremos ligeramente cónicos, de aproximadamente 0.6 micrómetros en ancho y 1 micrómetro en longitud, que ocurren en pares o en cadenas cortas. Sus paredes celulares son compuestos de seudomureína. Es una especie estrictamente anaerobia y su cepa tipo es GST(=DSM 11979T =OCM 815T). Fue aislado por primera vez a partir de heces de ganso. Necesita acetato para crecer.

## Otras lecturas
- Hackstein, Johannes HP, ed. (endo) symbiotic methanogenic archaea. Vol. 19. Springer, 2010.
- Schaechter, Moselio (2009). Encyclopedia of Microbiology. San Diego: Academic Press [Imprint]. ISBN 0-12-373944-6.
- Falkow, Stanley; Dworkin, Martin (2006). The prokaryotes: a handbook on the biology of bacteria. Berlin: Springer. ISBN 0-387-25493-5.
- Bignell, David Edward, Yves Roisin, and Nathan Lo, eds. Biology of termites: A modern synthesis. Springer, 2011.